# Tetramorium fulviceps

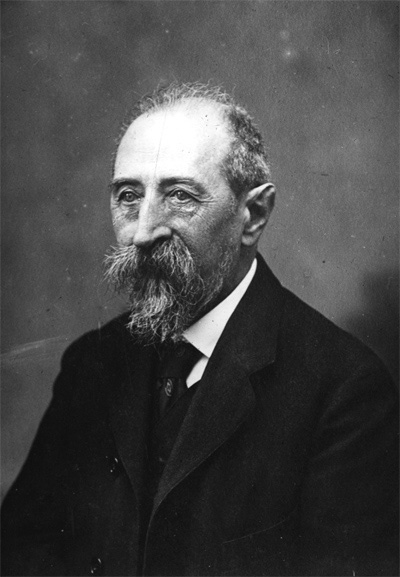
Профессор Карл Эмери в 1897 году впервые описал этот вид

Tetramorium fulviceps (лат.) — вид муравьёв рода Tetramorium из подсемейства Myrmicinae (Formicidae). Эндемик Папуа — Новой Гвинеи. Мелкие муравьи, длина рабочих 2,5—3,0 мм, отличаются жёлтой головой, контрастирующей с чёрно-коричневой остальной частью тела.

## Распространение
Папуа — Новая Гвинея (Huon Peninsula, провинция Моробе).

## Описание
Мелкие муравьи; длина рабочих 2,5—3,0 мм. Длина головы рабочих (HL) 0,6—0,7 мм, ширина головы (HW) 0,5—0,6 мм. Голова желтоватая, контрастирующая с остальной черно-коричневой окраской тела. Всё тело плотно покрыто короткими разветвлёнными волосками. Усики рабочих 12-члениковые с 3-члениковой булавой. Боковые части клипеуса килевидно приподняты около места прикрепления усиков. Стебелёк между грудкой и брюшком состоит из двух члеников: петиолюса и постпетиолюса (последний четко отделен от брюшка), жало развито.

## Таксономия
Вид был впервые описан в 1897 году итальянским мирмекологом Карлом Эмери (Италия) по типовому материалу собранному L. Biró в Новой Гвинее. Большую часть XX века рассматривался в качестве Triglyphothrix fulviceps. В составе рода Tetramorium с 1985 года. Включён в видовую группу Tetramorium walshi/Triglyphothrix с трёхразветвлёнными волосками на брюшке.